# Biała Góra, Tỉnh West Pomeranian
Biała Góra [ˈbjawa ˈɡura] (tiếng Đức: Ballenberg) là một ngôi làng thuộc khu hành chính của Gmina Rąbino, thuộc quận Świdwin, West Pomeranian Voivodeship, ở phía tây bắc Ba Lan. Nó nằm khoảng 6 kilômét (4 mi) phía đông bắc Rąbino, 20 km (12 mi) về phía đông bắc của Świdwin và 108 km (67 mi) về phía đông bắc của thủ đô khu vực Szczecin.
Ngôi làng có dân số 180 người.